# Fixation des rails aux traverses
 (juin 2025).
Si vous disposez d'ouvrages ou d'articles de référence ou si vous connaissez des sites web de qualité traitant du thème abordé ici, merci de compléter l'article en donnant les références utiles à sa vérifiabilité et en les liant à la section « Notes et références ».
Il existe plusieurs systèmes permettant la fixation du rail sur les traverses.
Ces systèmes varient en fonction du type de traverses, du type de rail, du mode de pose de la voie (LRS ou barres normales), mais aussi en fonction de l'histoire propre à chaque exploitant ferroviaire.

## Attaches rigides pour rails Vignole
Une attache est dite « rigide » si, du fait du manque de souplesse des matériaux la constituant, elle n'accompagne pas le mouvement vertical du rail lors du passage des roues. Elle assure un bon maintien transversal du rail mais ne garantit en rien son maintien longitudinal, lui permettant ainsi de « cheminer », c'est-à-dire de se déplacer vers l'origine ou l'extrémité de la ligne sous les sollicitations de la dilatation ou des forces de freinage ou d'accélération des convois.
Elle ne peut donc pas être utilisée pour la confection de LRS sauf à être associée à des dispositifs « anti-cheminants » s'opposant à tout mouvement longitudinal du rail.

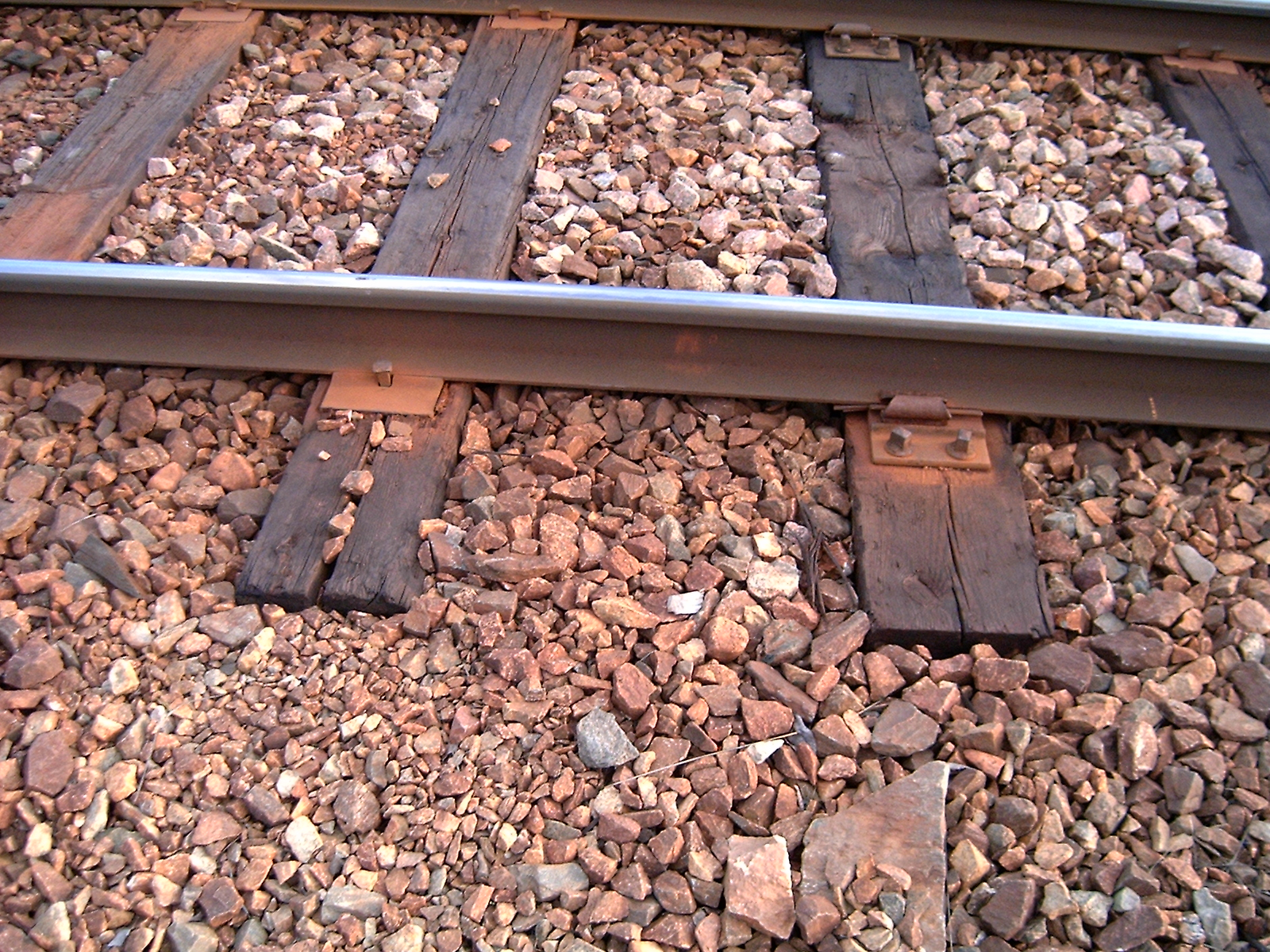
Rails fixés par crampons

### Crampons
C'est le tout premier mode de fixation qui fut utilisé à l'origine.
Il s'agit d'un gros clou dont le profil est étudié de manière à :
- éviter l'arrachement ;
- maintenir le rail.

Ce type de fixation n'est pratiquement plus utilisé en Europe.

### Tire-fonds
Les crampons ne tenant pas suffisamment en place dans les traverses, les exploitants ont alors décidé d'utiliser une attache vissée, présentant une meilleure résistance à l'arrachement.
Un tire-fond est une grosse vis que l'on serre dans un trou percé dans le bois de la traverse et dont la tête vient en contact avec le patin du rail.
Les tire-fonds existent en différentes dimensions : 115 mm pour traverse bois sans selle, 135 mm pour traverse bois avec selle ou pour les traverses béton et 215 mm pour les traverses bois (dit platelage) des passages à niveaux.

## Attaches élastiques pour rails Vignole
Contrairement à l'attache rigide, l'attache dite « élastique » continue à assurer le maintien du rail lorsque celui-ci s'affaisse sous la charge des circulations. Elle s'oppose donc à son cheminement longitudinal et peut être utilisée pour la pose de LRS.
Les différents types d'attache élastique reposent tous sur l'utilisation d'une pièce métallique élastique (ressort) fixée à la traverse et appuyant sur le patin du rail. Lors du passage des circulations, le ressort accompagne le mouvement du rail tout en assurant constamment son action de maintien.
Elles sont mises en œuvre avec des semelles en caoutchouc qui se placent entre la traverse et le dessous du rail. Ces semelles ont pour rôle d'amortir une partie des vibrations et de permettre le cheminement longitudinal du rail sans endommager la traverse.
On trouve aussi souvent des cales en plastique qui servent à assurer un maintien latéral du rail.
Les différences entre attaches élastiques portent essentiellement sur le type de ressort utilisé, ainsi que sur son mode de fixation aux traverses.

### Attaches vissées
Elles sont fixées aux traverses par (utilisation d'une tirefonneuse à essence ou diesel) :
- des tire-fonds sur les traverses en bois en pose directe ;
- des boulons-tire-fonds sur certains types de traverses en béton ;
- des systèmes plus ou moins complexes de boulons pour les traverses métalliques, certains types de traverses en béton et la pose indirecte sur traverses en bois. La pose indirecte consiste à fixer le rail à une platine métallique elle-même fixée à la traverse par des tire-fonds. L'avantage de cette méthode est de ne pas user la traverse lors des démontages et remontages de l'attache pour les travaux d'entretien du rail.

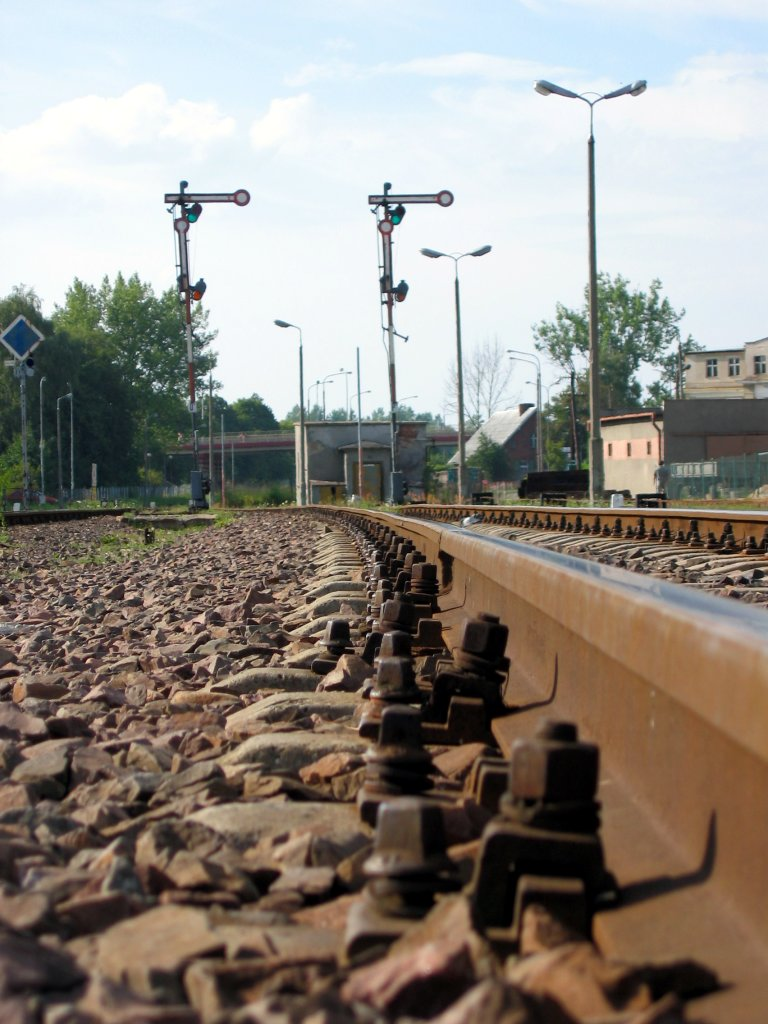
Attache indirecte à ressort à spires vues en gros plan

Un couple de serrage précis doit être scrupuleusement respecté lors de la fixation pour assurer un maintien optimal du rail (utilisation d'une clé dynamomètrique). Les assemblages ayant tendance à se desserrer progressivement du fait des vibrations, il faut, à intervalle régulier, vérifier que la fixation est toujours suffisante et la reprendre si nécessaire.

#### Ressort à spires
Sur les traverses en bois, il s'agit toujours d'une attache indirecte.
La pièce métallique appuyant sur le patin du rail est maintenue sous pression par un ressort à spires boulonné.

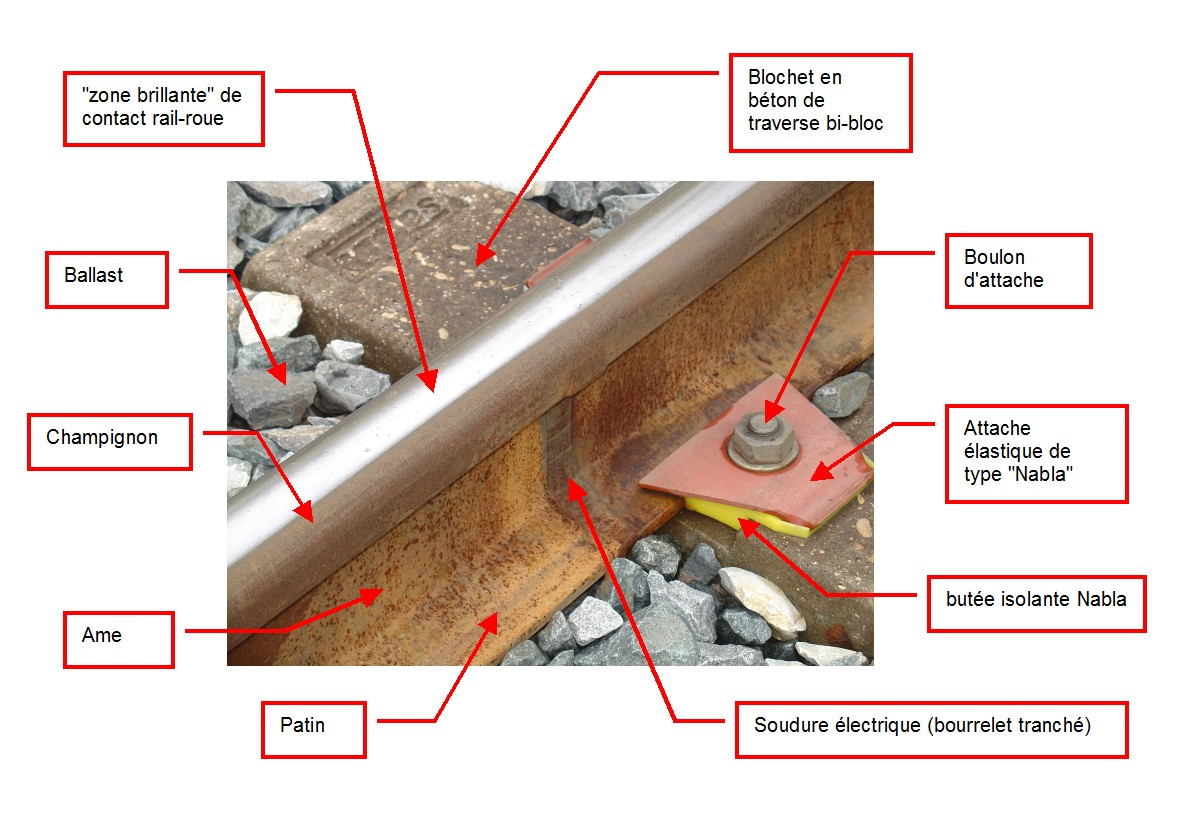
Attache type « Nabla »

Ce type d'attache est très répandu.

#### Ressort à lame
Le rôle du ressort est assuré par une pièce métallique plus ou moins plane fixée à la traverse et appuyant sur le patin du rail.
On peut citer dans cette famille les attaches ou griffons type « RN » et « Nabla », de conception française. On la trouve surtout en France ou dans les pays ayant de fortes relations avec la France.

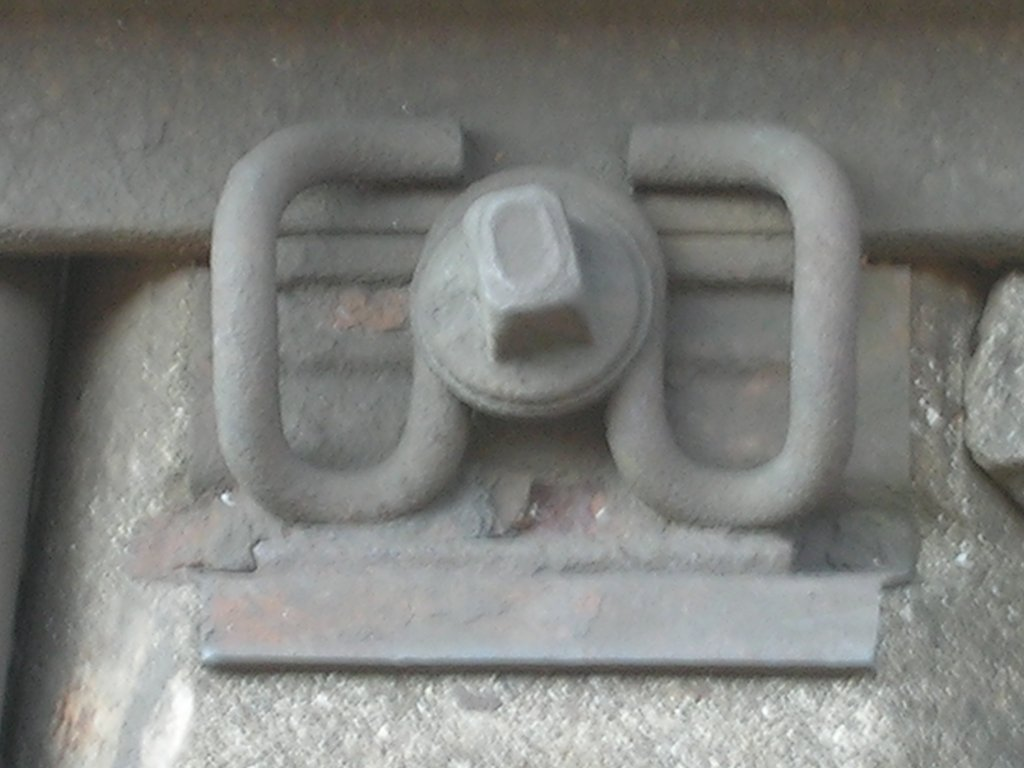
Attache vissée type « Vossloh »

#### Ressort à «boudin»
Dans son principe, elle ressemble à l'attache « à lame », mais le ressort est une pièce métallique en acier rond d'assez gros diamètre façonné en forme de « M » fixé à la traverse au moyen d'un système de boulons.
Ce type d'attache est développé par l'industriel Vossloh et tend, dans les pays germaniques, à remplacer au fil des renouvellements de voie l'attache indirecte à ressort.

### Attaches clipsées

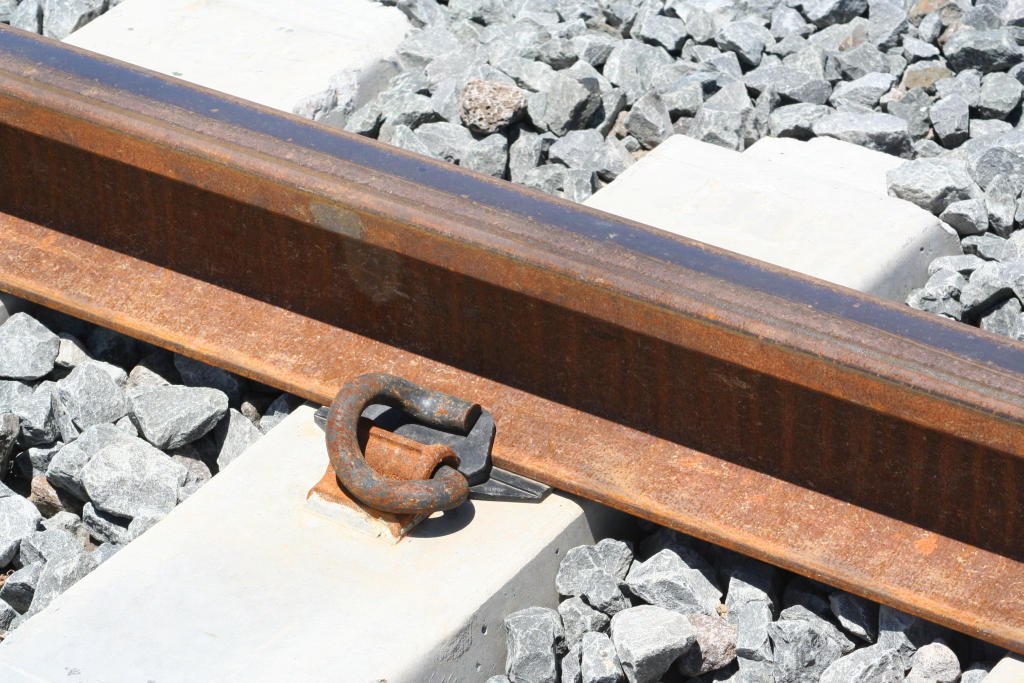
Attaches clipsées type « Pandrol » e-clip

Il s'agit d'une attache dont le ressort, de même type que celui de l'attache vissée « à boudin », n'est pas fixé par vissage mais par emboitement à force dans une selle fixée à la traverse. Les contraintes auxquelles est soumis le ressort assurent à la fois son maintien en place et la fixation élastique du rail.(utilisation d'une clipseuse, son poids est de 143 kg)
L'absence de vissage supprime de facto le risque de dévissage. Il n'est donc plus nécessaire de vérifier périodiquement le serrage des attaches. On peut donc les « fixer et [les] oublier ». (« Fit and forget », slogan du constructeur). Ceci est un point de vue ou un argument commercial, ce type d'attaches ayant tendance, à la longue, à se déloger de sa selle, ce qui est tout aussi embêtant que le desserrage. De plus lors d'interventions ayant nécessité le retrait des attaches, la remise en place de ces attaches nécessite que la traverse soit au même niveau que le patin du rail, ce qui peut dans le cas de voies assez ancienne être compliqué, et ce qui peut nécessiter une manutention supplémentaire. Contrairement à une attache plus traditionnelle avec tirefond (nabla ou autre) dont le simple serrage du tirefond permet de remonter la traverse.
Ce type d'attache a été développé par l'industriel britannique Pandrol. Elle est très répandue au Royaume-Uni, mais aussi, du fait de sa très grande facilité d'emploi et de son absence d'entretien (point de vue discutable), sur un grand nombre de réseaux n'ayant pas de raisons de nature protectionniste de privilégier un autre type d'attache (point de vue). En France, les attaches Fastclip sont utilisées sur les nouvelles voies (LGV principalement), ainsi que lors de certaines opérations de renouvellement voie et ballast lorsque de grandes longueurs de voie sont renouvelées. 

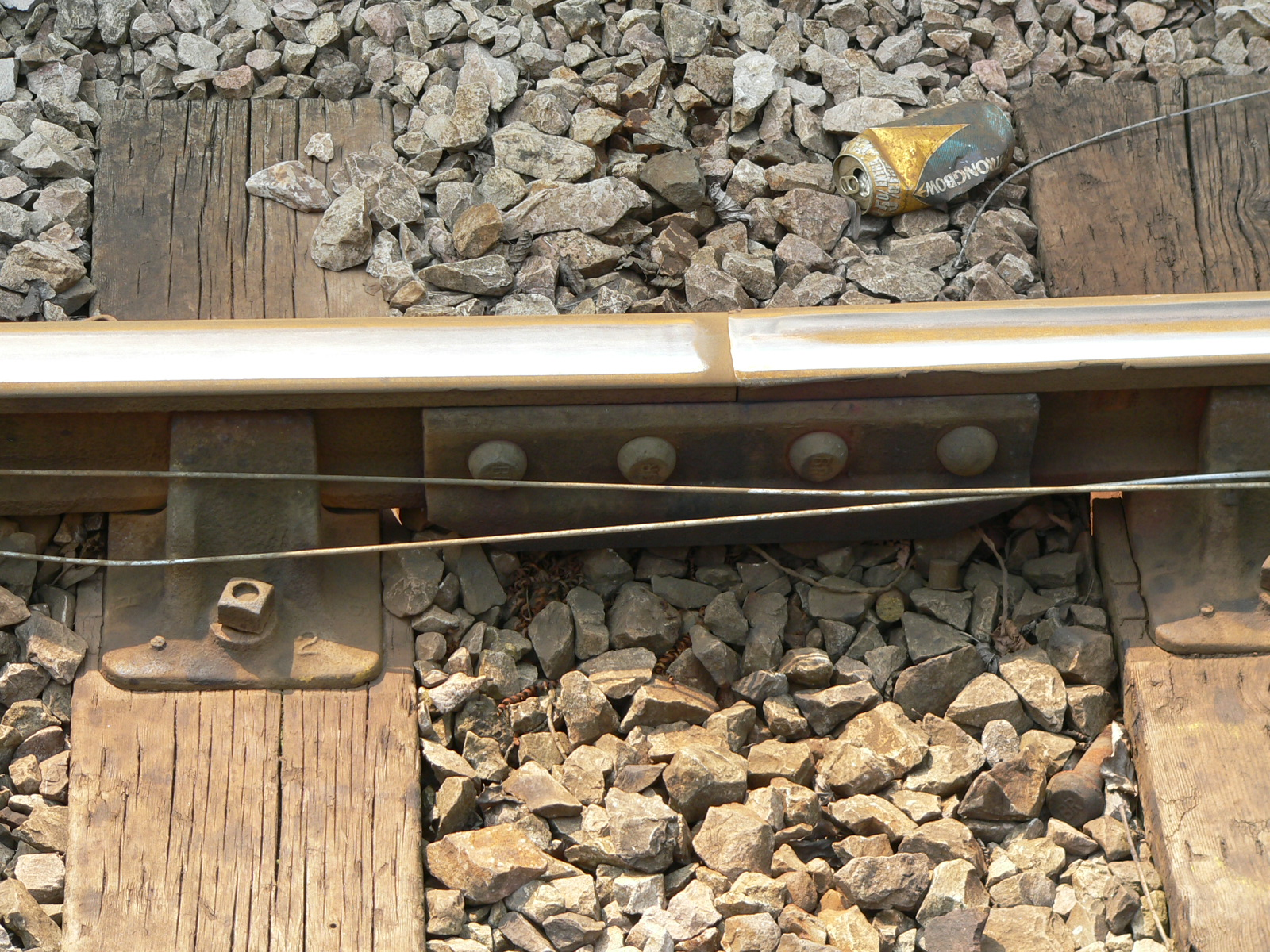
Joint éclissé sur rails à simple champignon. Les rails reposent sur les traverses par l'intermédiaire des coussinets, visibles de part et d'autre du joint. Les coins sont de l'autre côté et n'apparaissent pas sur le cliché.

## Attaches pour rails à simple ou double champignon
Les rails à simple ou double champignon n'ayant pas de patin, il est impossible de les poser directement sur traverses. Ils reposent donc de manière indirecte sur des coussinets fixés aux traverses par des tire-fonds. Un « coin » en bois ou en métal est rentré à force entre l'âme du rail et le coussinet et assure son maintien ainsi que l'absorption des vibrations.
Bien qu'existant encore sur de nombreuses sections de diverses lignes, ce type de rail n'est plus posé aujourd'hui et est remplacé, dès que les conditions le permettent, par du rail Vignole.